# Kill This Love (singolo)
Kill This Love è un singolo del girl group sudcoreano Blackpink, pubblicato il 4 aprile 2019 come primo estratto dall'EP omonimo.

## Descrizione
Prima traccia dell'album, Kill This Love è stata scritta da Teddy e Bekuh Boom. È stato descritto da Billboard come un pezzo elettropop, ed è stato composto in chiave Do minore con un tempo di 132 battiti per minuto.

## Promozione

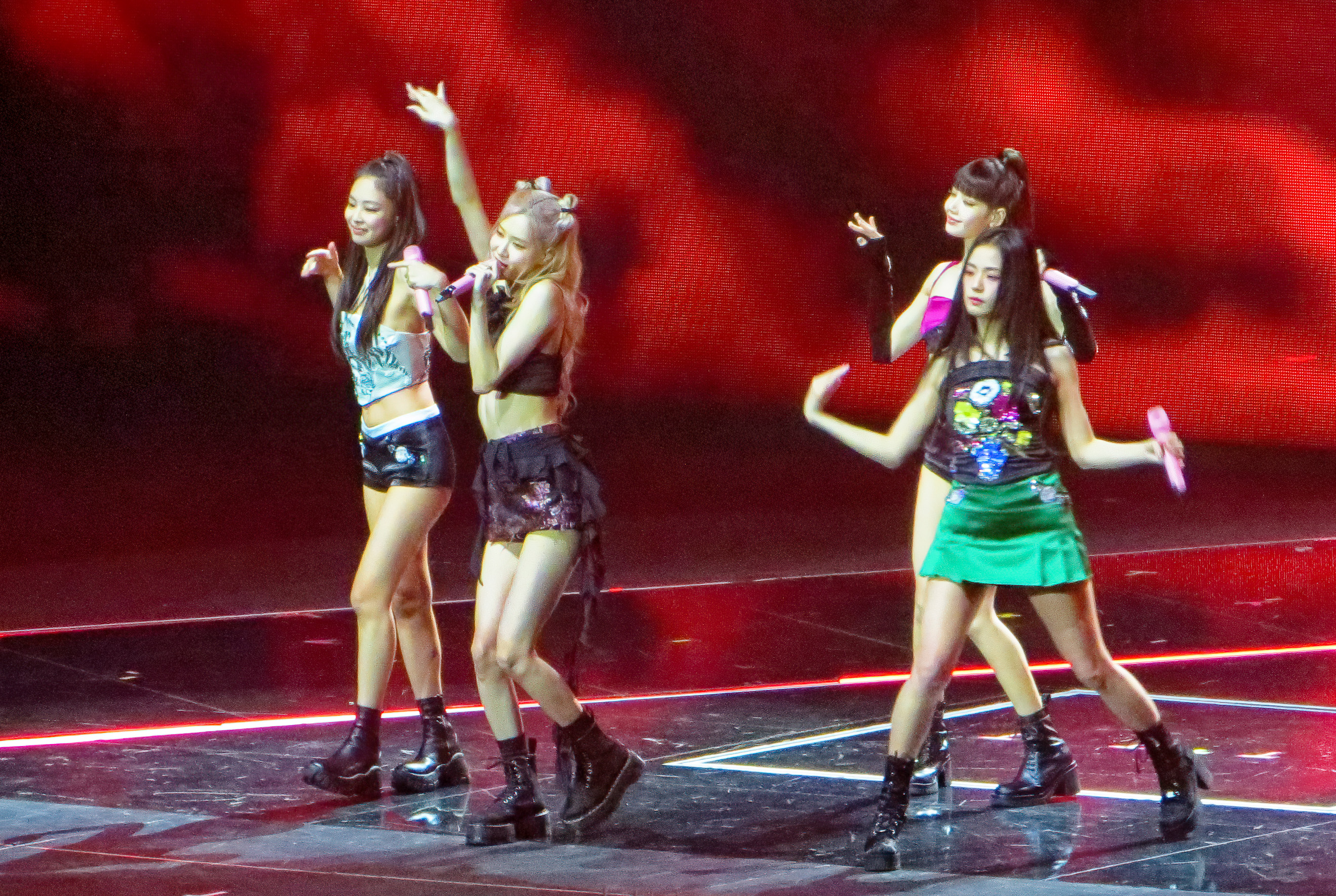
Le Blackpink mentre si esibiscono sulle note del brano, 2022

Le Blackpink hanno presentato il brano per la prima volta il 6 e 7 aprile 2019 durante i programmi Show! Eum-ak jungsim e Inkigayo. Successivamente, hanno promosso la canzone negli Stati Uniti, esibendosi al The Late Late Show with James Corden. Un momento significativo per il gruppo è stato la loro performance al festival di Coachella, dove sono diventate il primo gruppo femminile sudcoreano a calcare il palco di questo prestigioso festival. La canzone è stata inclusa nella scaletta del Blackpink World Tour in Your Area, che si è svolto da aprile 2019 fino alla conclusione del tour a febbraio 2020.
Il 31 gennaio 2021, le Blackpink hanno aperto il loro concerto live streaming The Show con l'esecuzione di Kill This Love. Billboard ha lodato la nuova versione del brano, accompagnata da una band dal vivo, definendola uno dei momenti più memorabili dello spettacolo. La canzone è stata poi riproposta anche nel loro secondo tour mondiale, il Born Pink World Tour (2022-2023). Nel 2023, il quartetto ha eseguito il brano durante i loro set da headliner al festival di Coachella ad aprile e al BST Hyde Park di Londra a giugno.

## Accoglienza
Erica Russell per Paper ha classificato Kill This Love come la migliore canzone pubblicata nel 2019, definendola una «sintesi sonora perfetta» di tutti i membri e un «culmine esplosivo degli stili musicali che hanno governato l'ultimo decennio». J.M.K per Billboard ha affermato che il concetto di 'ragazza cotta' del gruppo non è mai stato così «viscerale». Andrew Unterberger sempre per Billboard ha classificato la canzone come la 66ª migliore dell'anno e ha definito la produzione «praticamente biblica». Yannik Gölz ha definito la canzone un «sovraccarico sensoriale» e che la canzone è «trap-pop spettacolare, da cartone animato e stravolta, piena di irritazione», ma desiderava un hook più adatto.
In una recensione più negativa, Michelle Kim per Pitchfork, ha definito la produzione della canzone «stranamente datata» e che la canzone avrebbe potuto essere composta nei primi anni 2010. Ha anche paragonato la canzone al singolo di Taylor Swift del 2015 Bad Blood, «sebbene senza un accattivante hook swiftiano». Rhian Daly del NME ha criticato la produzione del brano definendo il ritornello «noioso» e «un'opportunità persa» in seguito all'accumulo della canzone.

## Video musicale
Il video musicale, diretto da Seo Hyun-seung, è stato reso disponibile attraverso il canale YouTube del gruppo in contemporanea con il lancio del singolo. La clip ha ottenuto un milione di mi piace in 28 minuti e 56,7 milioni di visualizzazioni in 24 ore dalla pubblicazione, con una media di circa 650 visualizzazioni al secondo rendendolo il video YouTube più visto nelle prime 24 ore di disponibilità. Inoltre è diventato il video più veloce a raggiungere 100 milioni di visualizzazioni sulla piattaforma impiegando circa 2 giorni e 14 ore, battendo il record di Psy con Gentleman (2013). Ha stabilito anche il record per la più grande première di YouTube con 979 000 spettatori. Il 2 settembre 2020 è diventato il secondo video del gruppo a raggiungere 1 miliardo di visualizzazioni.

### Controversie
L'emittente pubblica sudcoreana KBS ha bannato il video musicale "per aver violato la legge sul traffico stradale", nella scena in cui Rosé guida la macchina ad alta velocità senza la cintura di sicurezza.

## Riconoscimenti
- BreakTudo Awards[37]
  - 2019 – Videoclip internazionale dell'anno
  - 2019 – Video boom dell'anno

- E! People's Choice Awards
  - 2019 – Video musicale del 2019[38]

- Gaon Chart Music Awards
  - 2020 – Candidatura alla Canzone dell'anno – aprile

- Golden Disc Awards
  - 2020 – Candidatura al Bonsang – sezione canzoni

- iHeartRadio Music Awards[39]
  - 2020 – Coreografia preferita di un video musicale
  - 2020 – Candidatura al Miglior video musicale

- Melon Music Awards
  - 2019 – Candidatura al Miglior Rap/Hip Hop[40]

- Mnet Asian Music Awards[41]
  - 2019 – Candidatura alla Miglior esibizione di ballo – gruppi femminili
  - 2019 – Candidatura alla Canzone dell'anno

- MTV Video Music Awards
  - 2019 – Candidatura al Miglior video K-pop[42]

### Premi dei programmi musicali
- Inkigayo
  - 21 aprile 2019[43]
  - 26 maggio 2019[44]

## In altri media
Il brano è stato incluso nel videogioco Just Dance 2020 ed è presente nella colonna sonora del film Netflix del 2020 P. S. Ti amo ancora.

## Tracce
Testi e musiche di Teddy, R. Tee, 24, Bekuh Boom.
1. Kill This Love – 3:09

## Formazione
Musicisti
- Blackpink – voci
- 24 – arrangiamento
- R. Tee – arrangiamento

Produzione
- 24 – produzione
- R. Tee – produzione
- Teddy – produzione

## Successo commerciale
Kill This Love ha debuttato alla 2ª posizione nella Circle Chart. Negli Stati Uniti il singolo ha esordito al 41º posto della Billboard Hot 100 statunitense, vendendo 7 000 copie e accumulando 18,6 milioni di riproduzioni streaming durante la sua prima settimana, rimanendo nella classifica per quattro settimane consecutive. Nella Official Singles Chart britannica la canzone ha fatto il suo ingresso alla 33ª posizione, segnando il piazzamento più alto mai raggiunto da un gruppo femminile sudcoreano.

## Classifiche

### Classifiche settimanali
| Classifica (2019) | Posizione massima |
| ----------------- | ----------------- |
| Argentina         | 42                |
| Australia         | 18                |
| Austria           | 45                |
| Belgio (Fiandre)  | 72                |
| Belgio (Vallonia) | 81                |
| Canada            | 11                |
| Corea del Sud     | 2                 |
| Estonia           | 9                 |
| Francia           | 126               |
| Germania          | 58                |
| Grecia            | 11                |
| Giappone          | 20                |
| Irlanda           | 30                |
| Lettonia          | 26                |
| Lituania          | 9                 |
| Malaysia          | 1                 |
| Nuova Zelanda     | 24                |
| Paesi Bassi       | 83                |
| Portogallo        | 42                |
| Regno Unito       | 33                |
| Repubblica Ceca   | 26                |
| Singapore         | 13                |
| Slovacchia        | 22                |
| Spagna            | 55                |
| Stati Uniti       | 41                |
| Svezia            | 56                |
| Svizzera          | 45                |
| Ungheria          | 12                |

### Classifiche di fine anno
| Classifica (2019) | Posizione |
| ----------------- | --------- |
| Corea del Sud     | 45        |
| Malaysia          | 7         |
| Portogallo        | 389       |
| Singapore         | 8         |

## Date di pubblicazione
| Paese                 | Data di pubblicazione | Formato                      | Nota   |
| --------------------- | --------------------- | ---------------------------- | ------ |
| Mondo                 | 4 aprile 2019         | Download digitale, streaming | [ 68 ] |
| Italia                | 19 aprile 2021        | Contemporary hit radio       | [ 69 ] |
| Stati Uniti d'America | 7 maggio 2019         | Contemporary hit radio       | [ 70 ] |
| Giappone              | 28 ottobre 2019       | Download digitale, streaming | [ 71 ] |